# دينيس ألكسندر
دينيس الكسندر (بالإنجليزية: Denis Alexander) (ولد في 1945) هو المدير الفخري لمعهد فاراداي للعلم والدين في كلية سانت إدموند بكمبريدج، هو عالم أحياء جزيئية وقام بتأليف كتاب عن العلم والدين، كما أنه قام بكتابة افتتاحية العلم والإيمان المسيحي، يعد دينيس مسيحي إنجيلي.

## أعماله العلمية
كان الكسندر باحث علمي بجامعة أوكسفورد حيث درس الكيمياء الحيوية، ثم سعى للحصول على الدكتوراة في الكيمياء العصبية في معهد الطب النفسى.
قضى 15 عاماً من حياته في أقسام الجامعة المختلفة وفي المختبرات خارج المملكة المتحدة، أسس الوحدة القومية لعلم الوراثة البشرية أثناء عمله كمدرس للكيمياء الحيوية بالجامعة الأمريكية في بيروت، لبنان.
عمِل بمختبرات أبحاث السرطان الإمبراطورية في لندن، ثم بعد ذلك ترأس برنامج علم المناعة الجزيئية ومختبر الإشارات اللمفية والتطور في معهد بارهم، كامبريدج.

## الدين والعلم
وقد كتب الكسندر في موضوع الدين والعلم منذ عام 1972م، عندما تم مراجعة كتابه «ما وراء العلم» بواسطة هيو مونتيفيور وأسقف كينغستون في مجلة نيو ساينتيست وفيه لاحظ مونتيفيور أن الكسندر لم يبدأ قط بدعم نظرية التطور بشكل واضح في هذا الكتاب.
وقد صرٌح الكسندر أنه يعتقد "أن الكتاب المقدس هو كلمة من وحي الله من الغلاف إلى الغلاف" وهذا الموقف يتفق تماما مع دعمه للتطور وكتصميم ذكى للناقد الشهير كتب الكسندر أن هذه ليست علوم ولا يجب أن تدرٌس على هذا النحو، إنه يعطى لمحة عامة عن موقفه في مقالته الخلق والتطور" في بلاكويل مرفقة بالعلم والمسيحية.
ويقول الكسندر أن فكرة أن نظرية التطور نظرية إلحادية تعد فكرة مضللة ونشأت «لأن نطاق وأفكار نظرية التطور كثيراً ما يُساء فهمه من المسيحيين الذين هم ليسوا علماء الأحياء، في حين أن الملحدين من جانبهم لا يعرفون إلا القليل عن عقيدة الخلق في الكتاب المقدس» في حين «ان الكثير من الناس حاولوا اختطاف نظرية التطور ليدعموا جميع أنواع الأيديولوجيات، حيث تم استخدام التطور لدعم العنصرية، والشيوعية، والرأسمالية، والأيديولوجيات الأخرى والتي لا يتفق أغلبها بشكل متبادل» وناقش أيضا «أن الهجمات التي يوجهها المسيحيون للتطور تسبب عائقاً خطيراً أمام التبشير بالإنجيل داخل المجتمع العلمي، وفي الواقع هذا يشجع على الإلحاد بدلاً من إلغائه».
و ردٌ دينيس على (التصميم الأكبر) لستيفن هوكينغ بأن قال «إن الإله الذي يحاول ستيفن هوكينغ السخرية منه ليس هو الإله الخالق للأديان الإبراهيمية والذي هو في الحقيقة التفسير الأساسي لفكرة لماذا هناك شئ بدلاً من لاشئ» وأضاف أيضاً «أن إله هوكينغ هو إله الفجوات والذي يستخدمونه لسد الفجوات الحالية في معرفتنا العلمية» «إن العلم يزودنا بقصة رائعة عن كيفية حدوث الوجود، ولكن اللاهوت أو الكتاب المقدس يحتوي معنى تلك القصة».
وقد تم اقتباس أقوال الكسندر في كتب متعددة مثل إله داوكينز: الجينات، والتقاليد، ومعنى الحياة بواسطة عالم الكيمياء الحيوية واللاهوتي أليستر ماكيغراث. كما أنه قد ظهر في الفيلم الوثائقى مشكلة الإلحاد حيث ناقش آراءه حول العلم والدين.
وقد ناقش الكسندر الفلاسفة والعلماء الملحدين مثل ب.ز.مايرز، وستيفن لو، حول ما إذا كان الإيمان بالله يتوافق مع العلم الحديث.
وقد ساهم الكسندر في مؤسسة الفطانة الحيوية وكتب لها مقالات، وألقى أيضاً العديد من المحاضرات في منتدى فيريتاس حيث ادٌعى أن العلم الحديث متوافق مع الديانة المسيحية.

## فهرس
- Beyond Science (1972), Lion Publishing  [لغات أخرى]‏[4]
- Rebuilding the Matrix – Science and Faith in the 21st Century (2001), Lion Publishing  [لغات أخرى]‏, Oxford, UK, ISBN 978-0-7459-1244-8.
- 8-0-7459-1244-8.
- Protein phosphatases – Topics in Current Genetics 5 (2003), Springer, ISBN 978-3-540-20560-9 – Joaquin Arino and Denis Alexander (editors)
- Beyond Belief: Science, Faith and Ethical Challenges with بوب وايت  [لغات أخرى]‏ (2004), Lion Publishing, Oxford, UK, ISBN 978-0-7459-5141-6.
- Can We Be Sure About Anything?: Science, Faith and Postmodernism (2005), Apollos, Nottingham, UK, ISBN 978-1-84474-076-5.
- Science, Faith, and Ethics: Grid or Gridlock (2006), Denis Alexander & Robert S. White, Hendrickson, ISBN 978-1-59856-018-3
- Creation and Evolution: Do We Have to Choose? (2008), Monarch, Oxford, UK, ISBN 978-1-85424-746-9.
- Rescuing Darwin – God and Evolution in Britain Today (2009), Theos Nick Spencer and Denis Alexander ISBN 978-0-9554453-5-4
- Biology and Ideology from Descartes to Dawkins (2010), University of Chicago Press, ISBN 978-0-226-60841-9 – Denis R. Alexander and Ronald L. Numbers (editors)
- The Language of Genetics – an Introduction (2011), Templeton Foundation Press[15]
- Creation and Evolution: Do We Have to Choose? (2nd edition, revised and expanded) (2014), Monarch, Oxford, UK, ISBN 978-0-85721-578-9.

## وصلات خارجية
- Closer to Truth videos by Denis Alexander
- Premier Radio نسخة محفوظة 29 فبراير 2012 على موقع واي باك مشين. Stephen Law debates Denis Alexander on "God & Science" on Premier Christian Radio
- Blog post by The Atheist Missionary regarding discussion between Denis Alexander and Stephen Law on Premier Christian Radio's Unbelievable?